# ایچیجو میچیکا
ایچیجو میچیکا (انگلیسی: Ichijō Michika; ۱۸ نوامبر ۱۷۲۲ – ۴ اکتبر ۱۷۶۹) اهل شوگون‌سالاری توکوگاوا بود. پسر نایب السلطنه کانکا، یک نایب السلطنه ژاپنی یا کانپاکو) از ۱۷۴۶ تا ۱۷۴۷ و از ۱۷۵۵ تا ۱۷۵۷ و سشو از ۱۷۴۷ تا ۱۷۵۵ بود.
او با دختر خوانده ایکدا تسوگوماسا، سومین رئیس قلمرو اوکایاما ازدواج کرد و دختری را به دنیا آورد که بعداً همسر توکوگاوا هاروموری، ششمین رئیس قلمرو میتو شد.